# Крайници (община Чашка)
 Тази статия е за селото в Северна Македония.  За селото в България вижте Крайници.  
Крайници (на македонска литературна норма: Крајници) е село в Северна Македония, част от община Чашка.

## География
Селото е разположено южно от Велес, в областта Клепа.

## История
В XIX век Крайници е село във Велешка кааза на Османската империя. Църквата „Свети Никола“ в Крайници е от XIX век. В „Етнография на вилаетите Адрианопол, Монастир и Салоника“, издадена в Константинопол в 1878 година и отразяваща статистиката на населението от 1873 година, Крайници (Craïnitzi) е посочено като село с 56 домакинства и 260 жители българи. Според статистиката на Васил Кънчов („Македония. Етнография и статистика“) в 1900 година Крайница има 600 жители, всички българи християни.
Жителите му в началото на века са под върховенството на Българската екзархия. Според статистиката на секретаря на Екзархията Димитър Мишев („La Macédoine et sa Population Chrétienne“) в 1905 година в Крайници (Kraïnitzi) живеят 720 българи екзархисти и в селото работи българско училище.
През учебната 1912/1913 година учител в селото е Владимир Поптодоров.
При избухването на Балканската война в 1912 година 23 души от Крайници са доброволци в Македоно-одринското опълчение.
След Междусъюзническата война в 1913 година селото попада в Сърбия.
На етническата си карта от 1927 година Леонард Шулце Йена показва Крайници (Krajnici) като българско християнско село.

## Личности
Родени в Крайници
- Георги Вардарски (1895 – 1922), български революционер от ВМРО,[8] загинал заедно с Любомир Весов
- Григор Николов Крайничанец (1871 – след 1943), македоно-одрински опълченец, земеделец, 1-ва рота на 4-та битолска дружина;[9] на 3 април 1943 година като жител на Велес подава молба за българска народна пенсия, която е одобрена и пенсията е отпусната от Министерския съвет на Царство България[10]
- Димитър Манасиев (1878 – след 1943), български учител и революционер
- Иван Андов (? – 1920), български свещеник и революционер
- Иван Гьошев (1879 – 1922), деец на ВМРО, дългогодишен четник, четник на Петър Лесев в 1915 година,[11] загинал в сражение със сръбска войска на 29 ноември 1922 заедно с Илия Кушев[12]
- Иван Крайничанец (1869 – 1945), български фармацевт
- Лазо Беглер, български революционер
- Лазо Костов (1885 – ?), български революционер от ВМОРО, четник на Пандо Сидов[13]
- Павле Игновски (1921 – 2002), югославски партизанин и деец на НОВМ